# Marc Egea
Marc Egea i Ger (Barcelona, 1973) es un músico, compositor y poeta español afincado en el Maresme (Barcelona). Toca varios instrumentos étnicos, como el flabiol, el taragot y el duduk. Sin embargo, su mayor especialidad es la zanfona, que toca desde los 22 años.

## Carrera musical
Aunque se dedica a la música desde que era niño, no empezó a hacer de ella su oficio hasta los 25 años, cuando abandonó sus ocupaciones académicas en la facultad de filosofía de la Universidad de Barcelona. Tras licenciarse en filosofía, ganó una beca para realizar su tesis doctoral cuyo tema era Ramon Llull. Después de cuatro años dedicados al estudio del filósofo mallorquín y habiendo publicado numerosos artículos en revistas especializadas, abandonó el proyecto. Una disputa con su director de tesis le sumió una crisis en la que se planteó si su trabajo merecía la pena. Ahogado por el funcionamiento académico, decidió dedicarse plenamente a la música, abandonando al mismo tiempo su pasión por la escritura, aunque en la actualidad todavía sigue escribiendo poemas.
Sus esfuerzos se han concentrado en la zanfona y en sus enormes posibilidades como instrumento. Siguiendo los pasos del maestro zanfonista francés Valentin Clastrier, ha sido uno de los pioneros en España en situarla en otros contextos en los que este instrumento no es habitual, como el jazz, la música experimental, la danza contemporánea, la poesía, la improvisación libre, etc. Para ello, ha desarrollado su técnica propia y ha compuesto obras de gran interés musical. Sin embargo, también ha tenido un papel destacado en el ámbito de la música tradicional, como lo demuestran los cinco discos en los que grabó estando en el legendario grupo catalán El Pont d'Arcalís, dedicado a la recuperación y reinterpretación de los cantos de tradición oral del Pirineo de Cataluña.
Después de haber estrenado Exilium, una obra que compuso para banda sinfónica y zanfona, su interés por la composición empezó a ampliarse más allá del ámbito de su propio instrumento, escribiendo obras para conjunto de metal, coro, cuerda, cobla, electrónica, etc.
Tras abandonar El Pont d'Arcalís fundó el cuarteto de jazz fusión Kaulakau. Además de esta banda, tocó en bandas y con músicos de renombre internacional y de distintos estilos. También trabajó con el teclista inglés Peter Skuce, miembro fundador de la célebre banda británica de música antigua The Dufay Collective.
Fuera del ámbito estrictamente musical, colabora en el ámbito de la poesía con distintos rapsodas y poetas, la danza contemporánea y el teatro.

## Grupos en los que ha formado parte
- Músics de Safeu.
- El Pont d'Arcalís.
- Aïsha.
- Symphonia Quartet.
- Kaulakau.
- Maram Trio.
- Dúo con Peter Skuce.
- B.I.B. (Banda d'Improvisadors de Barcelona).
- Dindùn.
- As Três Ladeiras.
- Psicodramaticofolklòrica.
- Catalexi (Sergi Sirvent).
- Dàfnia.
- Dúo con Fátima Miranda.
- Alenky.

## Discografía
- 2001:
  - D'aquí, d'enllà i de més enllà. Tecnogasa.[2]
- 2002: 
  - Pirineus (con El pont D'Arcalís). Discmedi.[3]
  - Els camells no prenen cafè (con Aïsha). Galileo.[4]
  - De lluna vella (con El pont D'Arcalís). Discmedi.
  - Les ratlles del món (con Francesc Ten). Audiovisuals de Sarrià.[5]
- 2003:
  - Del Pirineu estant (con El pont D'Arcalís). Discmedi.
- 2004:
  - Del Piemont als Pirineus (con El pont D'Arcalís + Ariondassa). Discmedi.
- 2005:
  - Karagöz & Hacivat. Giptoteca Magdalae.[6]
  - Melanocetus. Producciones Efímeras (nube 1002).[7]
  - Salvatge cor (con Albert Roig i Krishoo Montieu). Discmedi.
- 2007:
  - Helionora. Autoproducción.[8]
- 2008:
  - Bernoiver (con Kaulakau). Discmedi.[9]
- 2010:
  - In Fabula (con Kaulakau). Discmedi.[10]
- 2011: 
  - Chuveirinho. Autoproducción.[11]
  - Glimpse. Autoproducción.[12]
  - Four Elements. Autoproducción.[13]
  - Oda al Folklore (con Tarannà + Cobla). Autoproducción.[14]
  - Sunt Lacrimae Rerum (con Anna Maluquer). Autoproducción.[15]
  - Cycles. Autoproducción.[16]
  - Convidats (con la Cobla la Flama de Farners). Afònix. Dirigido per Jordi Molina contiene L'Atalante de Marc Egea, interpretada por La Flama de Farners y Marc Egea a la zanfona.
  - Flower of death. Several Records.[17]
- 2012:
  - Rau Rau (con Anna maluquer + Big Bang Valona). Tinta Invisible.
  - 21.01.2012 (con Leo Bettinelli y Carola Ortiz). Test Tube.[18]
- 2013:
  - Mare Uut (con Kaulakau + Cobla Sant Jordi). Discmedi.[19]
  - B.I.B. (con la Banda d'improvisadors de Barcelona). La Olla Expréss.[20]
  - Zoanthropic Delirium (con Psicodramaticofolklòrica). Discordian Records.
  - Gulliver. Discordian Records.
  - Plantar cara a la vida (con Marc Sempere "Marquet"). Edicions 3i4.
- 2014:
  - Majin (con Dindùn). Autoproducción.[21]
  - Homo Kaulakensis (con Kaulakau). Discordian Records.
  - Ingredientes secretos (con As três ladeiras). Discordian Records.
  - Sonos (con Maram Trio). Columna Música.[22]
- 2015:
  - Alba. Modisti.[23]
  - Sorginak (con Ángel Ontalva). OctoberXart.[24]
- 2016: 
  - Catalexi (con Catalexi, Sergi sirvent). Autoproducción.
  - Pájaros en el abismo (con Samuel Hall y Ángel Ontalva). OctoberXart.
  - African Tales. Discordian Records.[25]
  - Through The Looking-Glass (con Alenky). OctoberXart.[26]
- 2017:
  - Live in TPKL (con Ferran Besalduch). Autoproducción.
  - Uccellino. Autoproducción.
- 2018:
  - La ploma de perdiu (con Quirze Egea). Autoproducción.